# Cap Evensen
Pour les articles homonymes, voir Evensen.
Le cap Evensen est un cap formant le côté nord de l'entrée de la baie d'Auvert, sur la côte nord-ouest de la péninsule de Stresher en Terre de Graham en Antarctique.
Il a été découvert par l'expédition française en Antarctique de 1903-1905, et a été nommé par Jean-Baptiste Charcot en l'honneur du capitaine du Hertha Carl Julius Evensen, qui a exploré la côte ouest de la péninsule Antarctique en 1893.

## Biodiversité
Le site a été identifié comme zone importante pour la conservation des oiseaux (IBA) par BirdLife International car il abrite une colonie reproductrice d'environ 180 couples de cormorans impériaux. D'autres oiseaux y sont signalés tels les goélands dominicains et des labbes.